# Bataille de Nájera
Guerre de Cent Ans
Batailles
La bataille de Nájera (parfois appelée bataille de Navarrete, bataille de Nazree, bataille de Nadirsou bataille de Nadres) eut lieu le 3 avril 1367, pendant la première guerre civile de Castille.
En application du traité de Libourne signé avec Pierre le Cruel et Charles le Mauvais, le Prince Noir pénètre par la Navarre en Castille avec son armée et la certitude de remporter la victoire sur les troupes franco-castillanes.
Bertrand Du Guesclin possède l'expérience nécessaire pour vaincre le Prince Noir : il l'a combattu à plusieurs reprises[réf. nécessaire], il connaît parfaitement la valeur des tactiques employées par le prince de Galles. De plus se trouve à ses côtés Arnoul d'Audrehem, qui participa à la bataille de Poitiers où il fut fait prisonnier.
Mais Henri de Trastamare refuse d'écouter leurs conseils avisés, qui consistent à harceler l'adversaire et à tendre des pièges à cet ennemi talentueux en matière de stratégie et de tactique militaire. Pour Henri II de Castille, la victoire sera acquise par une unique bataille.

## Bataille
Le 3 avril 1367, Henri II de Castille dispose son armée et livre bataille aux Anglais. C'est une déconfiture totale. Au plus fort de la bataille, une aile de l'armée franco-castillane lâche subitement prise : trahison ou lâcheté, la question n'est pas tranchée. L'effondrement des troupes franco-castillanes commandées par don Tello débouche sur la capture de Bertrand du Guesclin et de ses lieutenants.
Parmi les combattants figure le routier Hagre de l'Escot.

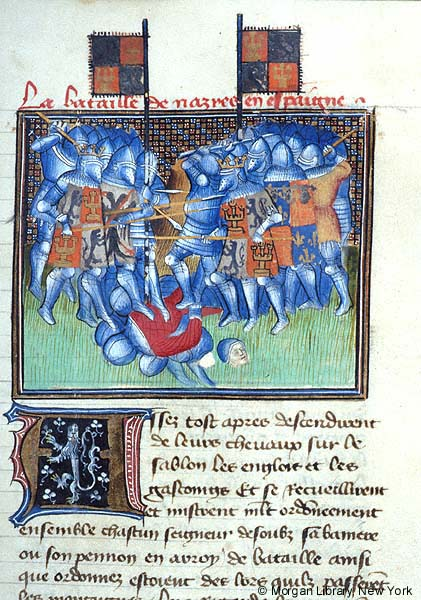
« La bataille de Nazree en Espagne », miniature, Chroniques de Jean Froissart, manuscrit du XVe siècle.

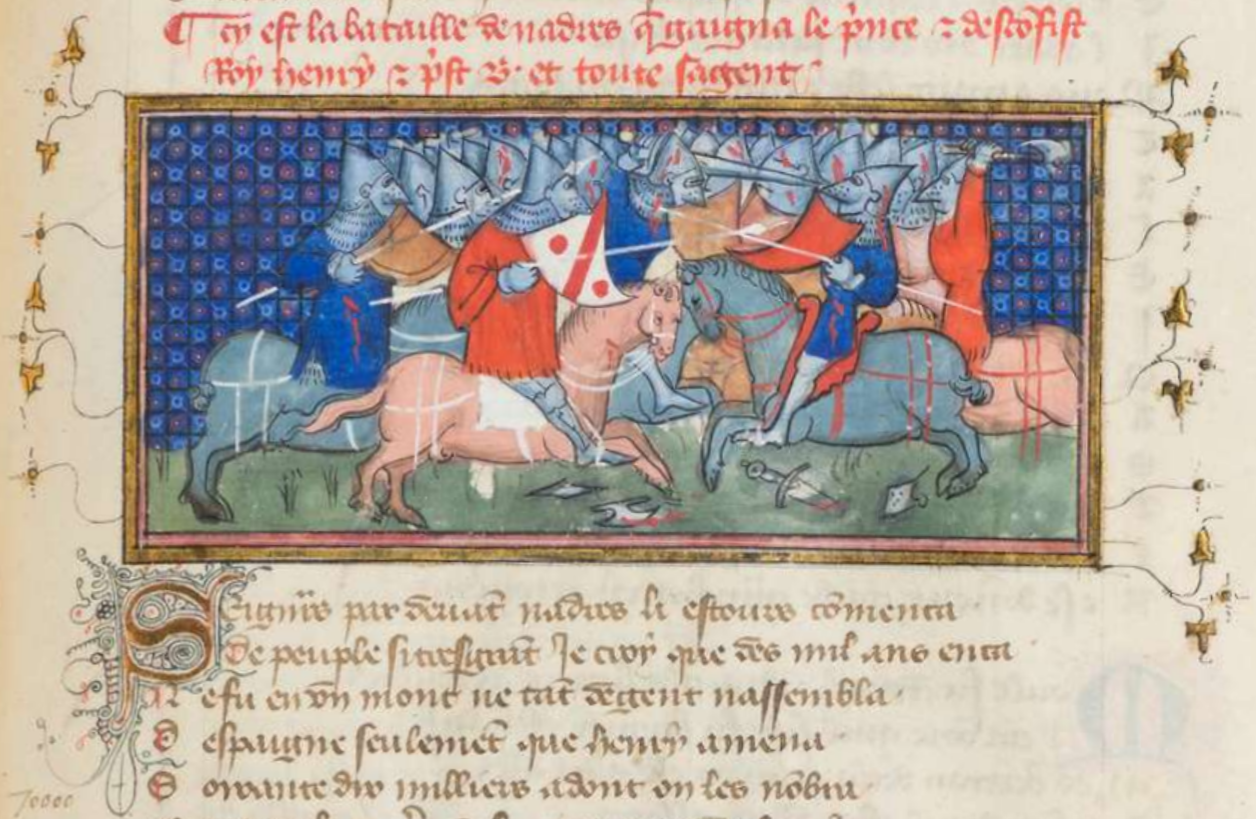
La « bataille de Nadres que gagna le prince et [qui] déconfit le roy Henry et toute sa gent », miniature, Chronique, ou roman de Bertrand Du Guesclin par Cuvelier, manuscrit du XVe siècle.

## Source
- Georges Bordonove, Les Rois qui ont fait la France - Les Valois - Charles V le Sage, t. 1, Pygmalion, 1988.